# Châteauneuf-d'Entraunes

Châteauneuf-d'Entraunes este o comună în departamentul Alpes-Maritimes din sud-estul Franței. În 1 ianuarie 2022 avea o populație de 63 de locuitori.